# NGC 6716
NGC 6716 est un jeune amas ouvert situé dans la constellation du Sagittaire. Il a été découvert par l'astronome britannique John Herschel en 1830.
La taille apparente de l'amas est de  10 minutes d'arc, ce qui, compte tenu de la distance comprise entre 686 pc et 702 pc et grâce à un calcul simple, équivaut à une taille réelle comprise entre 6,5 et 6,7 années-lumière.
Selon la classification des amas ouverts de Robert Trumpler, cet amas renferme moins de 50 étoiles (lettre p) dont la concentration est faible (IV) et dont les magnitudes se répartissent sur un intervalle (le chiffre 1),. Selon le site Lynga consacré aux amas ouverts, le nombre d'étoiles de l'amas est de 20.

## Caractéristiques

### Distance et vitesse
Selon deux publications récentes (2021) basées sur les mesures réalisées par le satellite Gaia de la parallaxe des étoiles de NGC 6716, l'amas est à 686 ± 14 pc (∼2 240 al) du système solaire, ou à environ 702,0 pc (∼2 290 al). La base de données Simbad indique trois autres valeurs de la distance. La moyenne des cinq valeurs est 727 ± 58 pc (∼2 370 al).
Il semblerait que la vitesse moyenne des étoiles de l'amas soit beaucoup plus difficle à déterminer, avec des valeurs très différentes les unes des autres et des incertitudes très élevées. La plupart des valeurs indiquent avec leur incertitude que l'amas s'éloigne ou s'approche de nous : 1,55 ± 4,67 km/s, 3,561 ± 3,675 km/s, −0,09 ± 2,26 km/s et 6,00 ± 7,4 km/s,.

### Métallicité
Simbad rapporte une seule valeur de la métallicité (Fe/H) égale à +0,097. Cela signifie que le pourcentage d'éléments lourds (plus lourd que l'hydrogène et l'hélium) de cet amas est égal à 125% (10+0,097) de celui du Soleil, confirmant ainsi son jeune âge.